# Џун Амано
Џун Амано (јап. 天野 純; 19. јул 1991) јапански је фудбалер.

## Каријера
Током каријере играо је за Јокохама Ф. Маринос.

## Репрезентација
За репрезентацију Јапана дебитовао је 2018. године.

## Статистика
| Јапан  | Јапан | Јапан |
| Год.   | Ута.  | Гол.  |
| ------ | ----- | ----- |
| 2018   | 1     | 0     |
| Укупно | 1     | 0     |